# Беклемишево (станция)
Беклеми́шево — промежуточная железнодорожная станция Ярославского региона Северной железной дороги, находящаяся в посёлке Беклемишево Ярославской области.

## Деятельность
Коммерческие операции, выполняемые на станции:
- посадка и высадка на поезда местного и пригородного сообщения[4];
- приём и выдача повагонных и мелких отправок грузов (подъездные пути)[4].

## Инфраструктура
На станции 24 светофора, 13 стрелочных переводов, пост электрической централизации и склад ПЧ.
В середине станции расположены боковая и островная пассажирские платформы.
Посадочные платформы не оборудованы турникетами, перронный контроль не осуществляется.
На станции предусмотрено обслуживание подъездных путей.

## Характеристика путевого развития
| №  | Назначение путей                                                                             | Стрелки, ограничивающие путь | Стрелки, ограничивающие путь | Полезная длина | Вместимость в условных вагонах | Наличие на пути  | Наличие на пути | Наличие на пути   |
| №  | Назначение путей                                                                             | от                           | до                           | Полезная длина | Вместимость в условных вагонах | Электр. изоляции | Конт. сети      | Устр. АЛСН / САУТ |
| -- | -------------------------------------------------------------------------------------------- | ---------------------------- | ---------------------------- | -------------- | ------------------------------ | ---------------- | --------------- | ----------------- |
| I  | Главный. Приём, отправление и пропуск пассажирских и грузовых поездов нечётного направления. | 10                           | 9                            | 1084           | 75                             | есть             | есть            | есть / есть       |
| II | Главный. Приём, отправление и пропуск пассажирских и грузовых поездов чётного направления.   | 18                           | 11                           | 1041           | 72                             | есть             | есть            | есть / есть       |
| 3  | Приемо-отправочный пассажирских и грузовых поездов обоих направлений.                        | 22                           | 15                           | 1180           | 81                             | есть             | есть            | есть / есть       |
| 4  | Приемо-отправочный пассажирских и грузовых поездов обоих направлений.                        | 18                           | 11                           | 1073           | 74                             | есть             | есть            | есть / есть       |
| 7  | Предохранительный тупик.                                                                     | 17                           | упора                        | 46             |                                | нет              | нет             | нет / нет         |
| 8  | Предохранительный тупик.                                                                     | 15                           | 17                           | 159            |                                | нет              | нет             | нет / нет         |
| 9  | Предохранительный тупик.                                                                     | 22                           | упора                        |                |                                | нет              | нет             | нет / нет         |

Схематический план ст. Беклемишево

## Движение по станции
Через станцию проходит более 50 поездов в сутки в пригородном, местном и дальнем следовании.

### Дальнее сообщение
Поезда дальнего следования на станции не останавливаются. В сутки через станцию проходит около 20 пар поездов в дальнем следовании. На декабрь 2019 года на станции регулярно образуются пробки из грузовых поездов, зачастую расставляемых на главные станционные пути, в результате чего пассажирские поезда в направлении Ярославля вынуждены снижать скорость для обгона до 20 км/ч, а затем опаздывают по прибытии в Ярославль до 15 минут.

### Пригородное сообщение
Станция является остановочным пунктом для всех пригородных поездов. На станции останавливаются 10 пригородных поездов в сутки, из них 5 по направлению на Ярославль-Главный, 3 по направлению на Александров, 1 по направлению на Балакирево, 1 по направлению на Рязанцево. Время движения от Ярославля-Главного около 2 часа 16 минут, от станции Александров I около 1 часа 27 минут.

## Прилегающие перегоны

### Нечётное направление
- Беклемишево — Рязанцево, 11,0 км, двухпутный электрифицированный. По I главному пути односторонняя автоматическая блокировка для движения нечётных поездов; по II главному пути односторонняя автоматическая блокировка без проходных светофоров для движения чётных поездов. Перегон оборудован устройствами для движения поездов по неправильному пути по сигналам АЛСН.

### Чётное направление
- Беклемишево — Итларь, 6,9 км, двухпутный электрифицированный. По II главному пути односторонняя автоматическая блокировка для движения чётных поездов; по I главному пути односторонняя автоматическая блокировка без проходных светофоров для движения нечётных поездов. Перегон оборудован устройствами для движения поездов по неправильному пути по сигналам АЛСН.